# Pyrrhopygopsis
Pyrrhopygopsis is een geslacht van vlinders van de familie dikkopjes (Hesperiidae), uit de onderfamilie Hesperiinae.

## Soorten
- P. agaricon Druce, 1908
- P. quispica (Plötz, 1886)
- P. romula (Druce, 1875)
- P. socrates (Ménétriés, 1885)